# Скритата империя
„Скритата империя“ (на английски: Hidden empire) е роман на американския писател фантаст Кевин Дж. Андерсън от 2001 година.
Тази книга е първата от поредицата „Сага за седемте слънца“. На български е издадено и продължението – „Гневът на хидрогите“.

## Сюжет
Внимание:  Текстът по-долу разкрива сюжета на произведението (или части от него)!
2427 година. Хората са се разселили на над сто свята и са основали три основни „клона“ на човечеството:
- Ханзата – населява 69 свята, своеобразна монархия, главна планета – Земя.
- Терок – планета, родоначалник на Световната гора и роден дом на Зелените жреци.
- Скитническите кланове – своеобразни „отшелници“ от останалите, разделени на кланове и занимаващи се основно с производство на „екти“ – алотроп на водорода, основното гориво при междузвездни пътувания, произвеждащо се в газовите гиганти.

Освен човечеството спиралния ръкав на Млечния път населява още расата на Илдийците. Управлявани от „маг-император“, който поддържа телепатична връзка с всичките си поданици, разделени на касти (работници, учители и т.н.). Имат един огромен епос – „Сага за седемте слънца“, в който е записана историята им, и който продължава да се дописва с новите събития. Името идва от Миджистра – тяхната родна планета, която се върти около 7 слънца и там никога не настъпва нощ. В тази книга извънземната раса записва всичко, което се е случило и продължава да се случва. Съществуват и останки от изчезналата вече раса на Кликисците – насекомоподобни извънземни, от които са останали само руини, и стотици насекомоподобни робота с изтрита памет.
На една от бившите кликиски планети ксеноархеолози откриват пиктограма на метод за превръщане на газови гиганти в звезди. Ханзата веднага решава да изпита технологията, газовият гигант Ансиър е превърнат в звезда, а прилежащите му луни започват да се превръщат в земни колонии и нови светове.
Оказва се обаче, че в газовите гиганти живее могъща извънземна раса, наречена Хидроги. Скоро след опита с „кликиския факел“ огромни космически кораби започват да нападат всичко, което се доближава газовите гиганти. Започващата война поставя на карта съществуването не само на човечеството, а и на всичко живо.